# سازمانی ۹۷۷۷
سیارک ۹۷۷۷ (به انگلیسی: 9777 Enterprise، نامگذاری:1994OB) نه هزار و هفتصد و هفتاد و هفتمین سیارک کشف شده‌است که در ۳۱ ژوئیه ۱۹۹۴ کشف شد.
قدر مطلق سیارک برابر ۱۴٫۰۰ است.